# Caccobius cavatus
Caccobius cavatus là một loài bọ cánh cứng trong họ Bọ hung (Scarabaeidae).